# Wilhelm Wolfram
Wilhelm Wolfram (10 oktober 1930) is een Surinaams oud-politicus. Hij was van  1986 tot 1988 minister voor Openbare Werken.

## Biografie
Wilhelm Wolfram werkte jarenlang voor de afdeling Landsgebouwen van het ministerie van Openbare Werken en Verkeer. Medio jaren 1970 was hij daar hoofdtechnisch ambtenaar en afdelingshoofd.
Toen het militaire regime in de jaren 1980 weer kandidaten uit oude politieke partijen toeliet tot de regering, trad Wolfram op 16 juli 1986 toe tot het kabinet-Radhakishun. Hij was toen lid van de Nationale Partij Suriname (NPS). Hij was minister van Openbare Werken, Telecommunicatie en Bouwnijverheid in dit kabinet en het erop volgende kabinet-Wijdenbosch I van 13 februari 1987 tot 26 januari 1988.
In 2002 werd hij onderscheiden als Officier in de Ereorde van de Palm.